# Panamerikanische Spiele 2011/Leichtathletik – Speerwurf der Frauen
Der Speerwurf der Frauen bei den Panamerikanischen Spielen 2011 fand am 27. Oktober im Telmex Athletics Stadium in Guadalajara statt.
15 Athletinnen aus elf Ländern nahmen an dem Wettbewerb teil. Die Goldmedaille gewann Alicia DeShasier mit 58,01 m, Silber ging an Yainelis Ribiaux mit 56,21 m und die Bronzemedaille sicherte sich Yanet Cruz mit 56,19 m.

## Rekorde
Vor dem Wettbewerb galten folgende Rekorde:
| Weltrekord        | Barbora Špotáková | 72,28 m | Stuttgart, Deutschland                      | 13. September 2008 |
| Rekord der Spiele | Osleidys Menéndez | 65,85 m | Panamerikanische Spiele in Winnipeg, Kanada | 25. Juli 1999      |

## Ergebnis
27. Oktober 2011, 17:15 Uhr
| Platz | Athletin              | Land                    | 1. Versuch | 2. Versuch | 3. Versuch | 4. Versuch                                  | 5. Versuch                                  | 6. Versuch                                  | Weite (m) |
| ----- | --------------------- | ----------------------- | ---------- | ---------- | ---------- | ------------------------------------------- | ------------------------------------------- | ------------------------------------------- | --------- |
|       | Alicia DeShasier      | Vereinigte Staaten      | 58,01      | x          | 53,69      | 53,57                                       | 53,87                                       | x                                           | 58,01 PB  |
|       | Yainelis Ribiaux      | Kuba                    | 55,67      | x          | 55,29      | x                                           | 54,01                                       | 56,21                                       | 56,21     |
|       | Yanet Cruz            | Kuba                    | 56,19      | x          | x          | 55,68                                       | x                                           | 55,56                                       | 56,19     |
| 4     | Yusbely Parra         | Venezuela               | 50,01      | 51,72      | 49,11      | 53,49                                       | 51,54                                       | 49,42                                       | 53,49     |
| 5     | Coralys Ortiz         | Puerto Rico             | 52,81      | x          | x          | x                                           | 49,92                                       | x                                           | 52,81     |
| 6     | Fresa Nuñez           | Dominikanische Republik | 48,87      | 51,54      | 50,81      | 51,79                                       | 51,69                                       | 51,26                                       | 51,79     |
| 7     | Olivia McKoy          | Jamaika                 | 50,55      | 51,07      | 51,40      | x                                           | x                                           | 50,89                                       | 51,40     |
| 8     | Kateema Riettie       | Jamaika                 | 50,97      | x          | 47,91      | x                                           | x                                           | x                                           | 50,97     |
| 9     | Laverne Eve           | Bahamas                 | x          | 50,82      | x          | nicht im Finale der besten acht Athletinnen | nicht im Finale der besten acht Athletinnen | nicht im Finale der besten acht Athletinnen | 50,82 SB  |
| 10    | Avione Allgood        | Vereinigte Staaten      | 47,32      | x          | 50,37      | nicht im Finale der besten acht Athletinnen | nicht im Finale der besten acht Athletinnen | nicht im Finale der besten acht Athletinnen | 50,37     |
| 11    | Katryna Subeldia      | Paraguay                | 48,01      | 49,89      | 49,17      | nicht im Finale der besten acht Athletinnen | nicht im Finale der besten acht Athletinnen | nicht im Finale der besten acht Athletinnen | 49,89     |
| 12    | Abigail Gomez         | Mexiko                  | x          | 45,19      | 49,15      | nicht im Finale der besten acht Athletinnen | nicht im Finale der besten acht Athletinnen | nicht im Finale der besten acht Athletinnen | 49,15     |
| 13    | Leryn Franco          | Paraguay                | 48,70      | x          | x          | nicht im Finale der besten acht Athletinnen | nicht im Finale der besten acht Athletinnen | nicht im Finale der besten acht Athletinnen | 48,70     |
| 14    | Dalila Rugama         | Nicaragua               | 46,82      | x          | x          | nicht im Finale der besten acht Athletinnen | nicht im Finale der besten acht Athletinnen | nicht im Finale der besten acht Athletinnen | 46,82     |
| 15    | Laila Ferrer de Silva | Brasilien               | 46,43      | 46,01      | 45,74      | nicht im Finale der besten acht Athletinnen | nicht im Finale der besten acht Athletinnen | nicht im Finale der besten acht Athletinnen | 46,43     |

Zeichenerklärung:
– = Versuch ausgelassen, x = Fehlversuch